# ДНК-гираза
ДНК-гира́за (или просто гира́за) — фермент бактерии E. coli и других прокариот, относится к группе топоизомераз. Как типичный представитель топоизомераз класса II, ДНК-гираза в процессе каталитического цикла вносит временные двуцепочечные разрывы в ДНК. Уникальной особенностью ДНК-гиразы является способность направленно вносить отрицательные супервитки в молекулы ДНК с затратой энергии гидролиза АТФ.
В 2007 году гираза была описана у паразитического простейшего Plasmodium falciparum из типа Apicomplexa. Также гираза обнаружена в хлоропластах и митохондриях некоторых растений.
Бактериальная ДНК-гираза необходима для осуществления важнейших клеточных процессов — репликации, деления клеток, транскрипции. Она является мишенью многих антибиотиков, например, налидиксовой кислоты, новобиоцина и ципрофлоксацина.
ДНК-гираза была описана в М. Геллертом с соавторами в 1976 году.

## Структура

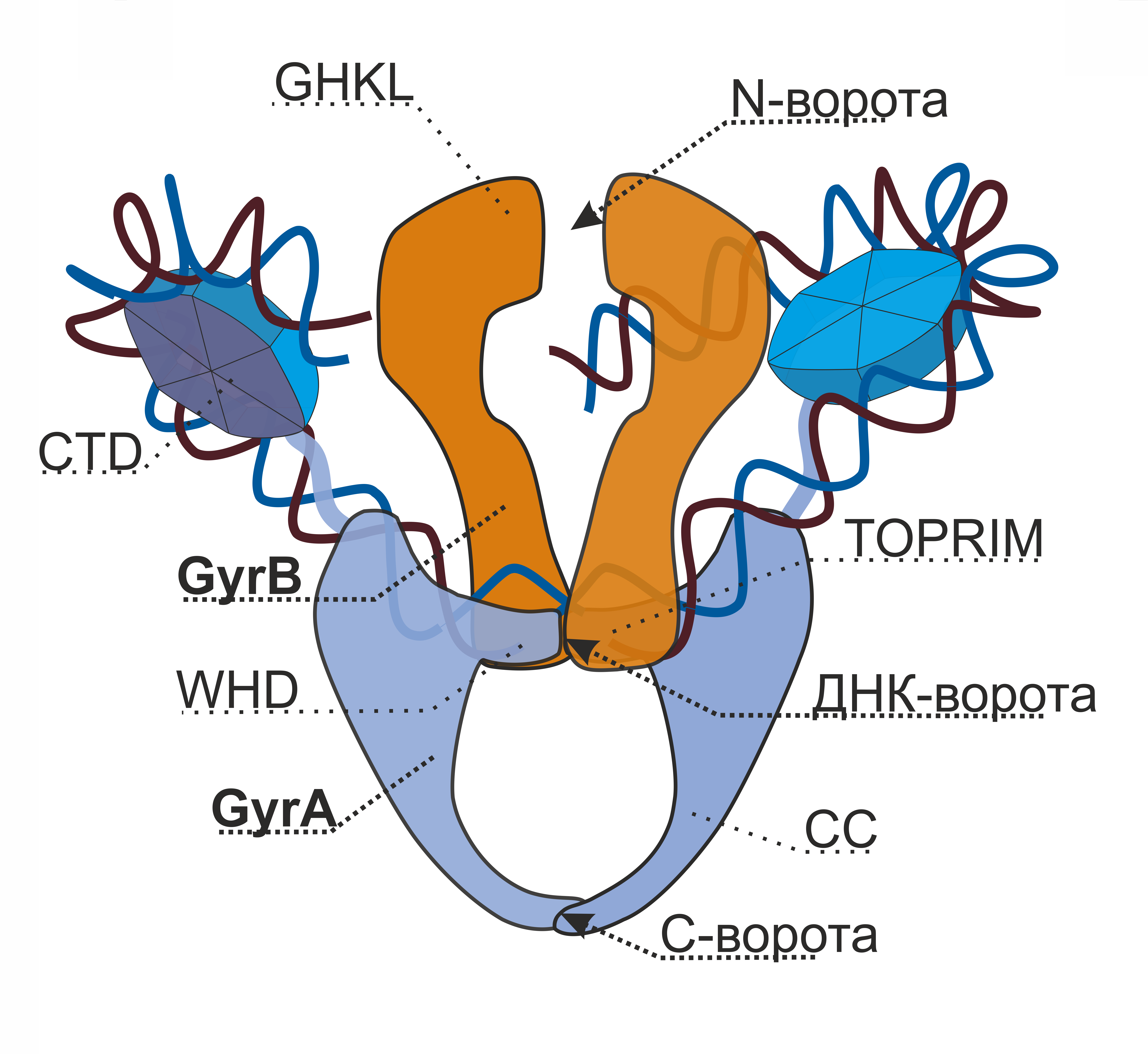
Структура ДНК-гиразы

ДНК-гираза является тетрамерным ферментом, состоящим из двух А (GyrA) и двух В субъединиц (GyrB). Структурно комплекс образован тремя парами «ворот», последовательное открытие и закрытие которых приводит к направленному переносу сегмента ДНК и внесению двух отрицательных супервитков. N-ворота сформированы АТФазными доменами B-субъединиц. Связывание двух молекул АТФ стимулирует димеризацию и, соответственно, закрытие N-ворот, гидролиз же АТФ до АДФ, напротив,- открытие ворот. ДНК-ворота содержат каталитический центр, который обратимо вносит двуцепочечный разрыв в ДНК, и образованы всеми субъединицами фермента. С-ворота состоят только из А субъединиц гиразы.
А и В субъединицы ДНК-гиразы гомологичны белкам С и Е топоизомеразы IV, а также С- и N-концевым доменам эукариотической топоизомеразы II соответственно.

## Механизм

Схема каталитического цикла ДНК-гиразы

В настоящее время общепринятым считается механизм действия ДНК-гиразы, названный механизмом переноса цепей (от англ. strand passage mechanism). Согласно этой модели ДНК-гираза взаимодействует с двумя функциональными регионами ДНК — Т- и G-сегментами. На первой стадии фермент связывает G-сегмент и оборачивает ДНК вокруг себя, образуя супервиток, соответствующий положительной сверхспирализации. Ключевую роль в оборачивании ДНК играют C-терминальные домены А-субъединиц (CTD, от англ. C-terminal domains). Присоединение двух молекул АТФ приводит к закрытию N-ворот, образованных B-субъединицами фермента, и связыванию Т-сегмента ДНК. Конформационные перестройки комплекса вызывают гидролиз первой молекулы АТФ и расщепление G-сегмента за счет атаки фосфодиэфирных связей нуклеиновой кислоты тирозинами каталитического центра ДНК-гиразы. На следующем этапе T-сегмент проносится через двуцепочечный разрыв в G-сегменте и G-сегмент замыкается обратно. На финальной стадии каталитического цикла T-сегмент покидает фермент через образованные А-субъединицами гиразы С-ворота и гидролизуется вторая молекула АТФ. Внесение двух отрицательных супервитков происходит за счет инверсии знака супервитка: положительный супервиток, образованный в начале каталитического цикла за счет оборачивания ДНК вокруг фермента, направленным переносом Т-сегмента через двуцепочечный разрыв в G-сегменте превращается в отрицательный супервиток. В математических терминах данная операция эквивалентна изменению коэффициента зацепления на −2. По некоторым оценкам, скорость работы гиразы достигает около 100 супервитков в секунду.

## Специфичность

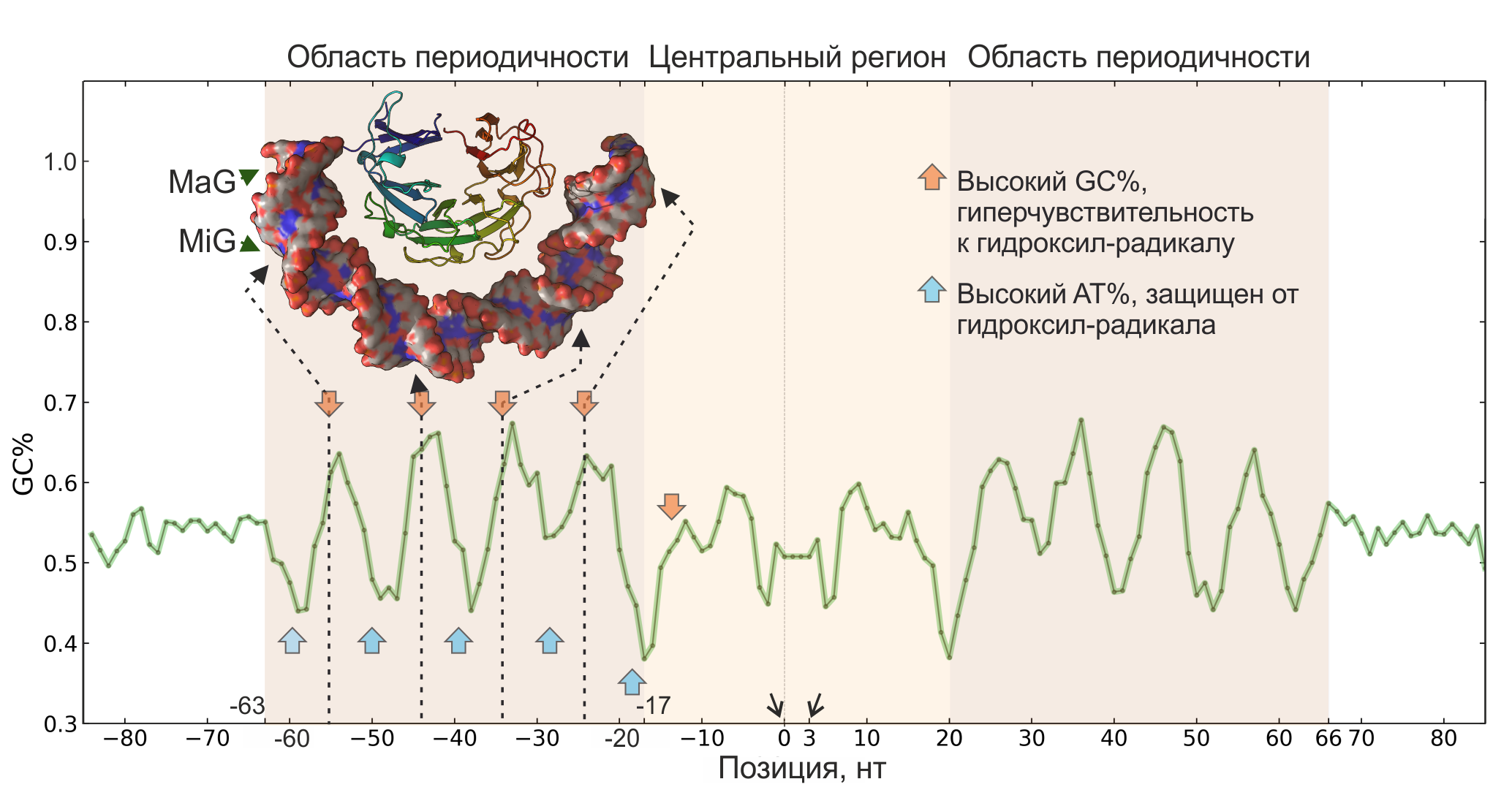
Нуклеотидный мотив связывания ДНК-гиразы

Показано, что ДНК-гираза обладает выраженной специфичностью к последовательностям ДНК. Так, известны сильные сайты связывания фермента из бактериофага Мю и некоторых плазмид (pSC101, pBR322). Картирование сайтов связывания ДНК-гиразы в геноме E. coli методом Topo-Seq позволило выявить продолжительный (130 нт) мотив связывания, объясняющий существование сильных сайтов и отражающий оборачивание ДНК вокруг ферментативного комплекса и гибкость нуклеиновой кислоты. Анализ мотива выявил области связывания ДНК с C-терминальными доменами А-субъединиц, характерные периодическим нуклеотидным паттерном из АТ и GC-богатых регионов с периодом, близким к периоду двойной спирали ДНК (~10.5 нт). Ранее подобная регулярность в мотиве связывания была обнаружена для нуклеосом эукариот, вокруг которых также оборачивается ДНК (146 нт, организованные в 1.8 витка). Суммарно, в геноме E. coli было обнаружено несколько тысяч сайтов фермента.

## Биологическая роль
Как было показано выше, гираза обладает способностью релаксировать положительные супервитки, заменяя их отрицательными. Это делает гиразу чрезвычайно важной для клеточных процессов, во время которых происходит расплетание двойной спирали ДНК, таких как репликация ДНК и транскрипция. Когда по ДНК движется ДНК- или РНК-полимераза, впереди фермента накапливаются положительные супервитки. Создающееся таким образом напряжение препятствует дальнейшему продвижению фермента. Эта проблема решается гиразой (а также топоизомеразой IV в случае репликации), релаксирующей положительные супервитки. Таким образом, гираза играет важную роль как в инициации, так и в элонгации процессов матричного синтеза с ДНК .

## Взаимодействие с антибиотиками

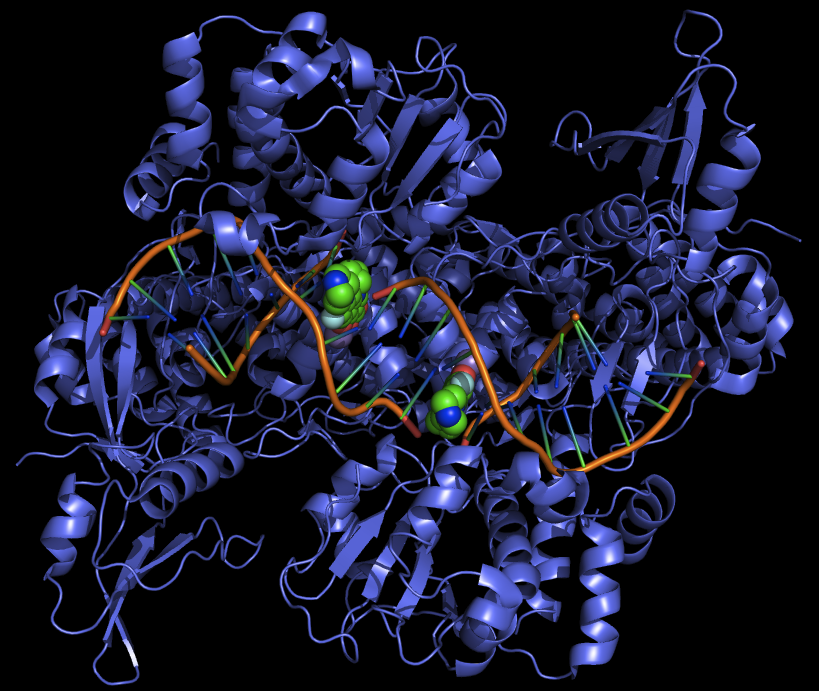
ДНК-гираза в комплексе с ДНК и двумя молекулами ципрофлоксацина

Гираза имеется у прокариот и некоторых эукариот, однако у разных видов эти ферменты имеют разную аминокислотную последовательность и пространственную структуру. ДНК-гираза отсутствует у человека, в связи с чем её удобно использовать в качестве мишени для антибиотиков. Существует два класса антибиотиков, направленных на подавление гиразы:
- Аминокумарины[англ.] (в том числе новобиоцин). Их действие основано на принципе конкурентного ингибирования[англ.]: они связываются с АТФ-связывающим сайтом субъединицы В и тем самым нарушают работу фермента.
- Хинолоны (в том числе налидиксовая кислота и ципрофлоксацин). Хинолоны относятся к группе «ядов» топоизомераз. Связываясь с гиразой, они мешают ферменту провести реакцию замыкания G-сегмента ДНК, что приводит к накоплению двуцепочечных разрывов в нуклеиновой кислоте и гибели клетки. Топоизомераза IV также восприимчива к действию хинолонов. Устойчивые к данным соединениям бактерии имеют мутантные ферменты, обладающие меньшим сродством к хинолонам.

## Обратная гираза
Помимо ДНК-гиразы, индуцирующей образование отрицательных супервитков, существует также обратная гираза, вызывающая образование положительных супервитков также с затратой энергии гидролиза АТФ. На данный момент обратная гираза обнаружена исключительно у гипертермофильных архей и бактерий, в то время как ДНК-гираза преимущественно встречается у бактерий-мезофилов. Зарегистрировано несколько уникальных случаев, когда оба фермента присутствую у одного организма — это гипертермофильная бактерия Thermotoga maritima и гипертермофильная архея Archaeoglobus fulgidus. Присутствие обратной гиразы у термофильных архей связывают с наличием у них генетических элементов (плазмид, вирусных ДНК) в уникальной положительно закрученной форме, в то время как плазмиды мезофильных архей и бактерий отрицательно закручены. Предполагают, что положительная суперспирализация дополнительно стабилизирует двойную спираль ДНК и предотвращает тепловую денатурацию нуклеиновой кислоты в условиях повышенных температур.
Обратная гираза представляет собой уникальную комбинацию классической топоизомеразы I типа и белкового комплекса с хеликазными свойствами.